# Sinularia ceramensis
Sinularia ceramensis is een zachte koraalsoort uit de familie Alcyoniidae. De koraalsoort komt uit het geslacht Sinularia. Sinularia ceramensis werd in 1977 voor het eerst wetenschappelijk beschreven door Verseveldt. 